# Wuhan Open 2014
Il Wuhan Open 2014, conosciuto anche come Dongfeng Motor Wuhan Open 2014 per motivi di sponsorizzazione,  è stato un torneo di tennis giocato sul cemento. È stata la 1ª edizione del Wuhan Open, che fa parte della categoria Premier nell'ambito del WTA Tour 2014. Si è giocato all'Optics Valley International Tennis Center di Wuhan, in Cina, dal 21 al 27 settembre 2014.

## Partecipanti

### Teste di serie
| Nazionalità | Giocatrice          | Ranking* | Testa di serie |
| ----------- | ------------------- | -------- | -------------- |
| Stati Uniti | Serena Williams     | 1        | 1              |
| Romania     | Simona Halep        | 2        | 2              |
| Rep. Ceca   | Petra Kvitová       | 3        | 3              |
| Russia      | Marija Šarapova     | 4        | 4              |
| Polonia     | Agnieszka Radwańska | 5        | 5              |
| Canada      | Eugenie Bouchard    | 7        | 6              |
| Germania    | Angelique Kerber    | 8        | 7              |
| Danimarca   | Caroline Wozniacki  | 9        | 8              |
| Serbia      | Ana Ivanović        | 10       | 9              |
| Serbia      | Jelena Janković     | 11       | 10             |
| Italia      | Sara Errani         | 12       | 11             |
| Slovacchia  | Dominika Cibulková  | 13       | 12             |
| Russia      | Ekaterina Makarova  | 14       | 13             |
| Rep. Ceca   | Lucie Šafářová      | 15       | 14             |
| Italia      | Flavia Pennetta     | 16       | 15             |
| Germania    | Andrea Petković     | 17       | 16             |

* Ranking al 15 settembre 2014

### Altre partecipanti
Le seguenti giocatrici hanno ricevuto una wild card per il tabellone principale:
- Viktoryja Azaranka
- Kirsten Flipkens
- María Teresa Torró Flor
- Xu Shilin
- Zhang Kailin

Le seguenti giocatrici sono passate dalle qualificazioni:

- Zarina Dijas
- Marina Eraković
- Francesca Schiavone
- Stefanie Vögele
- Jarmila Gajdošová
- Karin Knapp
- Donna Vekić
- Timea Bacsinszky

## Campioni

### Singolare femminile
Petra Kvitová ha sconfitto in finale  Eugenie Bouchard per 6-3, 6-4.
- È il quattordicesimo titolo in carriera per Kvitová, il terzo della stagione.

### Doppio femminile
Martina Hingis /  Flavia Pennetta hanno sconfitto in finale  Cara Black /  Caroline Garcia per 6-4, 5-7, [12-10].